# Sagaholm
Sagaholm es un yacimiento arqueológico con túmulos funerarios de la Edad de Bronce (Sagaholmshögen) situado en la parroquia de Ljungarums, al sur de Jönköping, en Småland (Suecia).

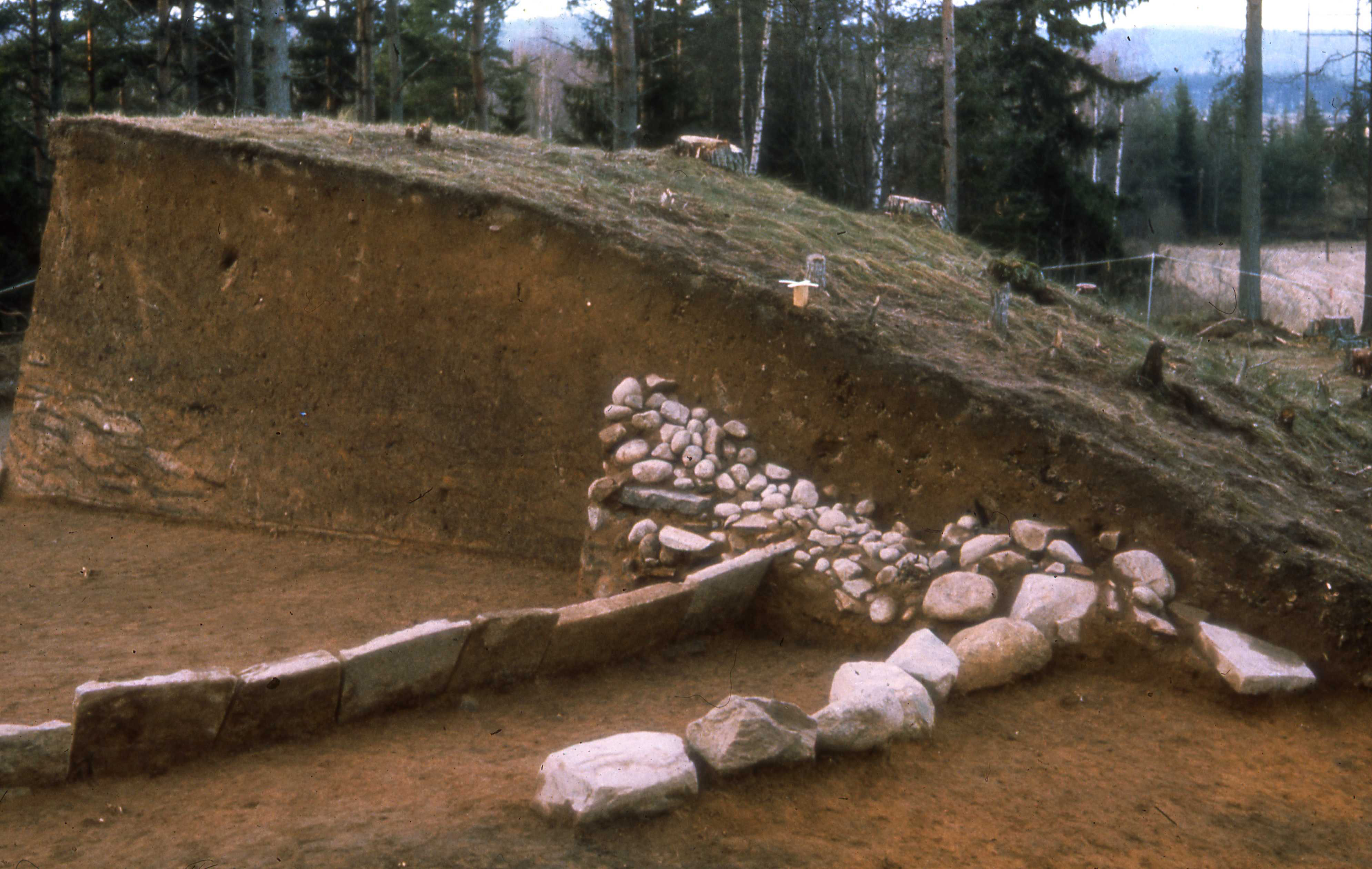
(Sagaholmshögen)

## Sagaholmshögen
Sagaholmshögen es un túmulo que data de la primera Edad de Bronce nórdica (c. 1700-500 a. C.). El yacimiento contaba con un gran túmulo con un círculo de losas de piedra arenisca, que probablemente llegaban a ser 100. Las tumbas de la Edad de Bronce estaban construidas en forma de montículo. Unos 1.500 años después de la construcción de la tumba, se construyeron otras cuatro tumbas más pequeñas al pie del montículo. Sólo quedan 45 tumbas, 18 de ellas adornadas con petroglifos que representan barcos, animales y personas, incluyendo escenas de zoofilia. Los hallazgos se exponen actualmente en el Museo del Condado de Jönköpings (Jönköpings läns museum), en Jönköping.